# Đậu Thái
Đậu Thái (chữ Hán: 窦泰, 500 – 537) là tướng lãnh nhà Đông Ngụy trong lịch sử Trung Quốc.

## Xuất thân
Ông tự Ninh Thế  hoặc Thế Ninh, người dân tộc Tiên Ti, có hộ tịch ở huyện Hãn Thù, quận Đại An . Họ Đậu của người Tiên Ti được đổi từ họ Hột Đậu Lăng (纥豆陵) trong quá trình Hán hóa của nhà Bắc Ngụy. Họ Hột Đậu Lăng tự nhận là 1 nhánh của sĩ tộc họ Đậu vào đời Đông Hán, vì thế các sử liệu đều chép nguyên quán của Thái là huyện Quan Tân, quận Thanh Hà .
Ông cụ hoặc ông nội là Đậu La , được làm Thống Vạn trấn tướng nhà Bắc Ngụy, nhân đó định cư ở bắc biên. Cha là Đậu Nhạc, gặp khởi nghĩa Lục trấn, giúp Hoài Sóc trấn tướng Dương Quân cố thủ, kết quả bị giết. Sau này Thái hiển quý, Nhạc được tặng quan Tư đồ.

## Sự nghiệp
Đến khi trưởng thành, Thái giỏi cưỡi ngựa bắn cung, có sức mạnh và mưu lược. Cha anh của Thái đều tử trận ở trấn, ông vác hài cốt theo về với Nhĩ Chu Vinh. Ban đầu Thái được làm Tương uy tướng quân, Trướng nội đô tướng. Nhĩ Chu Vinh mượn danh nghĩa "thanh quân trắc" tiến về Lạc Dương (528), Thái được bái làm Ninh viễn tướng quân, Hổ bôn trung lang tướng, Tiền phong đô đốc. Hiếu Trang đế yên vị ở Lạc Dương, Thái nhờ công tham gia phù lập, được trừ làm Xạ Thanh hiệu úy, Gián nghị đại phu.
Năm sau (529), Thái tham gia đánh dẹp nghĩa quân Hình Cảo, được bái làm Phụ quốc tướng quân, Kiêu kỵ tướng quân, Quảng A huyện Khai quốc tử, thực ấp 300 hộ. Cao Hoan được làm Tấn Châu thứ sử, xin lấy Thái làm Trấn thành đô đốc, cho ông tham mưu quân sự. Trong những năm tiếp theo, Cao Hoan phù lập An Định vương Nguyên Lãng, đánh bại liên quân họ Nhĩ Chu ở Quảng A (531), ở Hàn Lăng (532), còn Thái được thăng thưởng 3 lần: lần đầu, được thụ làm Phủ quân tướng quân, Ngân thanh quang lộc đại phu, rồi thăng làm thị trung; lần thứ hai, được trừ làm Sứ trì tiết, Đô đốc Hiển Châu chư quân sự, Xa kỵ tướng quân, Hiển Châu thứ sử, tăng ấp 400 hộ; lần thứ 3, được chuyển trừ làm Sứ trì tiết, Đô đốc Úy châu chư quân sự, (bản) tướng quân như trước, Úy châu thứ sử.
Hiếu Vũ đế lên ngôi (532), Thái được tiến tước làm công, tăng ấp 400 hộ, tướng quân như trước, Nghi đồng tam tư. Năm sau (533), Thái đem kỵ binh tinh nhuệ tập kích Nhĩ Chu Triệu ở Tú Dung, 1 ngày 1 đêm đi được 300 dặm. Thái xuất hiện trước sân nhà của Triệu, khiến ông ta thảng thốt bỏ chạy, đến Xích Lồng lĩnh thì treo cổ tự sát. Thái được trừ làm Sứ trì tiết, Đô đốc Tương Châu chư quân sự, tướng quân như trước, Khai phủ, Tương Châu thứ sử. Năm Vĩnh Hi thứ 3 (534), Cao Hoan mượn danh nghĩa "thanh quân trắc" tiến về Lạc Dương, sai Thái cùng Tả sương đại đô đốc Mạc Đa Lâu Thái Văn cứu viện Tế Châu thứ sử Thái Tuấn, chống lại tướng đài quân là Giả Hiển Trí. Hiển Trí ngầm xin hàng, dẫn quân lui về. Quân tư Nguyên Huyền phát giác, tìm cách trì hoãn, rồi xin thêm quân. Hiếu Vũ đế sai Đại đô đốc Hầu Kỷ Thiệu đến, đôi bên giao chiến ở phía đông Hoạt Đài. Hiển Trí đem quân đầu hàng, Hầu Kỷ Thiệu tử trận.
Hiếu Tĩnh đế lên ngôi (534), Thái được trừ làm Thị trung lĩnh Ngự sử trung úy, Kinh kỳ đại đô đốc, tướng quân, khai phủ, nghi đồng đều như cũ. Thái vừa là công thần, vừa là anh em cọc chèo với quyền thần Cao Hoan, được nắm quyền Ngự sử đài, dẫu không hay bắt lỗi, nhưng bá quan vẫn lo sợ.

## Cái chết
Cuối năm Thiên Bình thứ 3 (536), Cao Hoan tấn công Tây Ngụy, lệnh Thái từ Đồng Quan tiến vào. Đầu năm sau (537), Thái đến Tiểu Quan, bất ngờ bị quyền thần Tây Ngụy là Vũ Văn Thái tập kích. Toàn quân bị diệt, Thái tự sát, hưởng thọ 38 tuổi.

## Hậu sự
Thái được nhà Đông Ngụy truy tặng làm Đại tư mã, Thái úy công, Lục thượng thư sự, thụy là Vũ Trinh.
Bắc Tề Văn Tuyên đế lên ngôi, cho tế cáo mộ của Thái. Hiếu Chiêu đế lên ngôi, đưa bài vị của Thái vào thờ trong miếu của Cao Hoan.
Năm Thiên Bảo thứ 5 (554), vợ của Thái mất. Năm sau (555), hai vợ chồng được hợp táng và được đổi đến vị trí cách kinh đô Nghiệp 20 dặm về phía tây.

## Đánh giá
Sử cũ nhận xét Thái là thân thích nên được Cao Hoan xem trọng, nhưng công danh đều là tự mình giành lấy.

## Gia đình
Vợ là Lâu Hắc Nữ (娄黑女, 496 – 554), quý tộc Tiên Ti xuất thân, họ gốc là Thất Lâu, hộ tịch ở Bình Thành, quận Đại, được phong Đốn Khâu quận quân. Hắc Nữ là em gái của Lâu Chiêu Quân – vợ của Cao Hoan.
Con là Đậu Hiếu Kính được kế tự, làm đến Nghi đồng tam tư.

## Kỳ sự
Khi xưa mẹ Thái mơ thấy gió to sấm lớn, có vẻ sắp mưa, bèn ra đình mà trông; thình lình chớp giật lóa mắt, mưa ướt đầm đìa, giật mình tỉnh dậy, phát hiện mình có thai. Đến kỳ không sanh được, bà sợ lắm. Thầy cúng nói: "Qua sông giặt quần, sanh con ắt dễ!" Bà tìm đến nơi có nước, chợt gặp một người, nói: "Đang sanh quý tử, nên dời về nam." Bà nghe theo, không lâu sau sinh ra Thái.
Vào lúc Thái sắp rời khỏi Nghiệp, trong thành có Ni cô Huệ Hóa dao truyền rằng: "Đậu hành đài, đi không về." Trước khi lên đường, nửa đêm canh ba, chợt thấy mấy ngàn người mặc áo đỏ, mũ đỏ tiến vào trong Ngự sử đài, nói "Bắt Đậu trung úy", binh sĩ túc trực đều kinh sợ. Bọn người lạ đi vào vài căn phòng, phút chốc thì biến mất. Trời sáng thấy cửa nẻo vẫn còn khóa kín, mọi người biết đó không phải là người, cho rằng lần này Thái ắt bại.